# Kristián Hannoverský (1985)
Princ Kristián Hannoverský (Christian Heinrich Clemens Paul Frank Peter Welf Wilhelm-Ernst Friedrich Franz; * 1. června 1985) je německý šlechtic, mladší syn Arnošta Augusta Hannoverského a jeho první manželky Chantal Hochuliové.

## Mládí a vzdělání
Hannover se narodil jako Christian Heinrich Clemens Paul Frank Peter Welf Wilhelm Ernst Friedrich Franz dne 1. června 1985 v Hildesheimu v Dolním Sasku v Západním Německu. Jeho rodiče Arnošt Augustus, princ z Hannoveru, a Chantal Hochuli, dědička švýcarské čokoládovny, se rozvedli 23. října 1997. O méně než dva roky později, 23. ledna 1999, se jeho otec oženil s princeznou Caroline Monackou.

## Manželství
Dne 24. listopadu 2017 se v Londýně Kristián oženil s peruánskou právničkou Alessandrou de Osma. Náboženský obřad proběhl 16. března 2018 v bazilice sv. Petra v Limě za účasti reverenda Hanse-Jürgena Hoeppkeho a biskupa Norberta Klemense Strotmanna. Pár v březnu 2020 oznámil, že očekávají dvojčata. Alessandra porodila 7. července 2020 na klinice Quirón v Pozuelo de Alarcón v Madridu.

## Tituly a oslovení
Po listopadové revoluci v letech 1918–1919 a vzniku Výmarské republiky v roce 1919 bylo právní uznávání dědických titulů zrušeno. Od zavedení Výmarské ústavy je používání titulů v Německu neoficiální, legálně jsou zachovány pouze jako příjmení.
Kristián se v Německu tedy oficiálně jmenuje Christian Heinrich Clemens Paul Frank Peter Welf Wilhelm-Ernst Friedrich Franz Prinz von Hannover Herzog zu Braunschweig und Lüneburg Königlicher Prinz von Großbritannien und Irland, kde je Prinz von Hannover Herzog von Braunschweig zu Braunschweig Königren und Irland jeho příjmení, nikoli jeho titul.